# Kupfermuseum (Fischen am Ammersee)

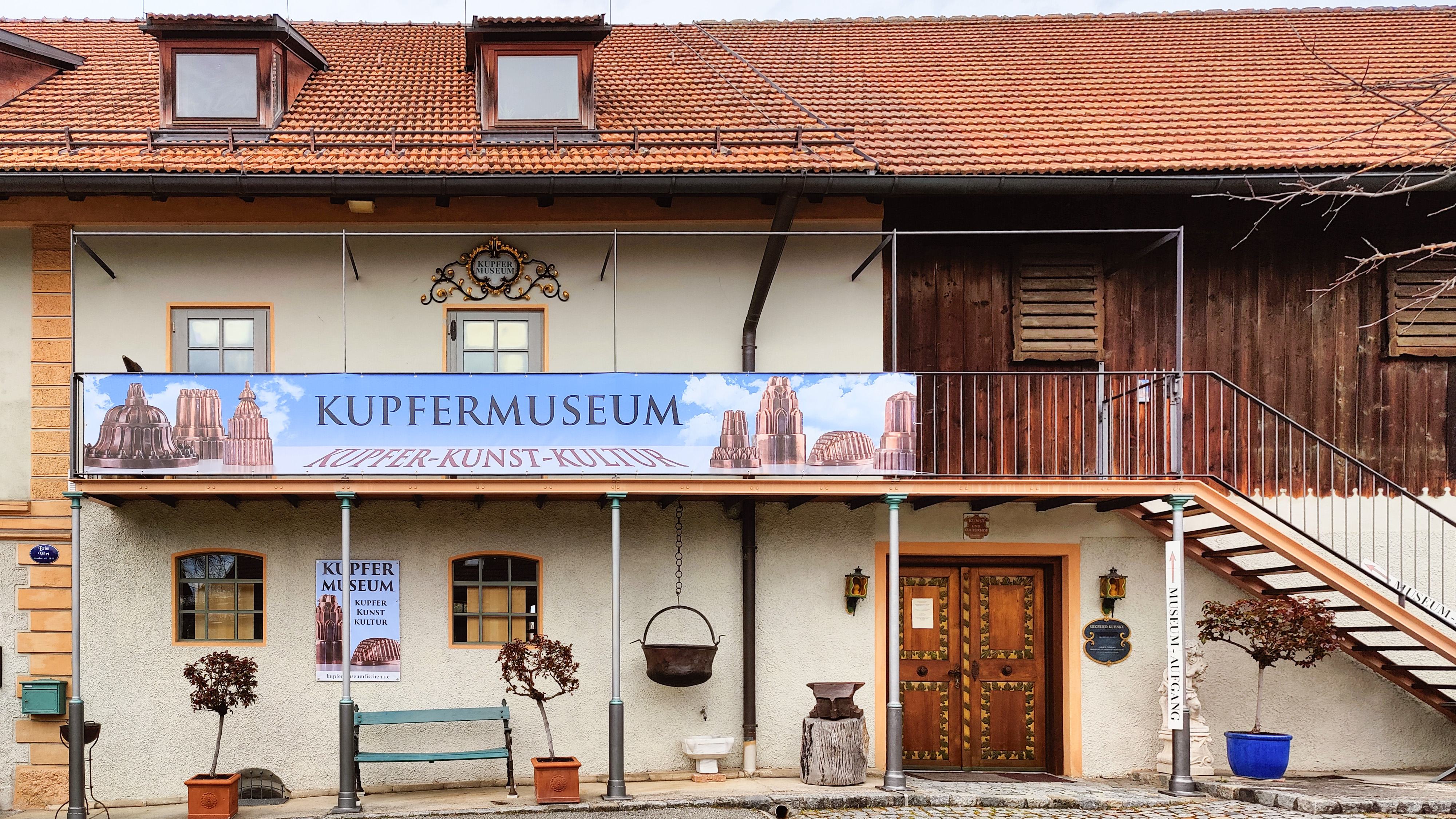
Das Kupfermuseum in Fischen am Ammersee

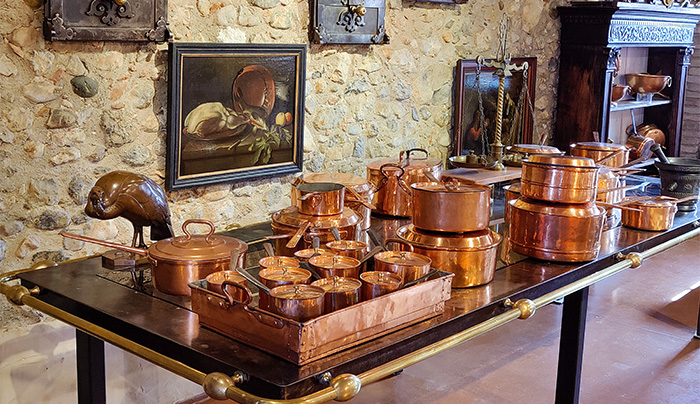
Ausschnitt der Hofküchen-Ausstellung im Festsaal

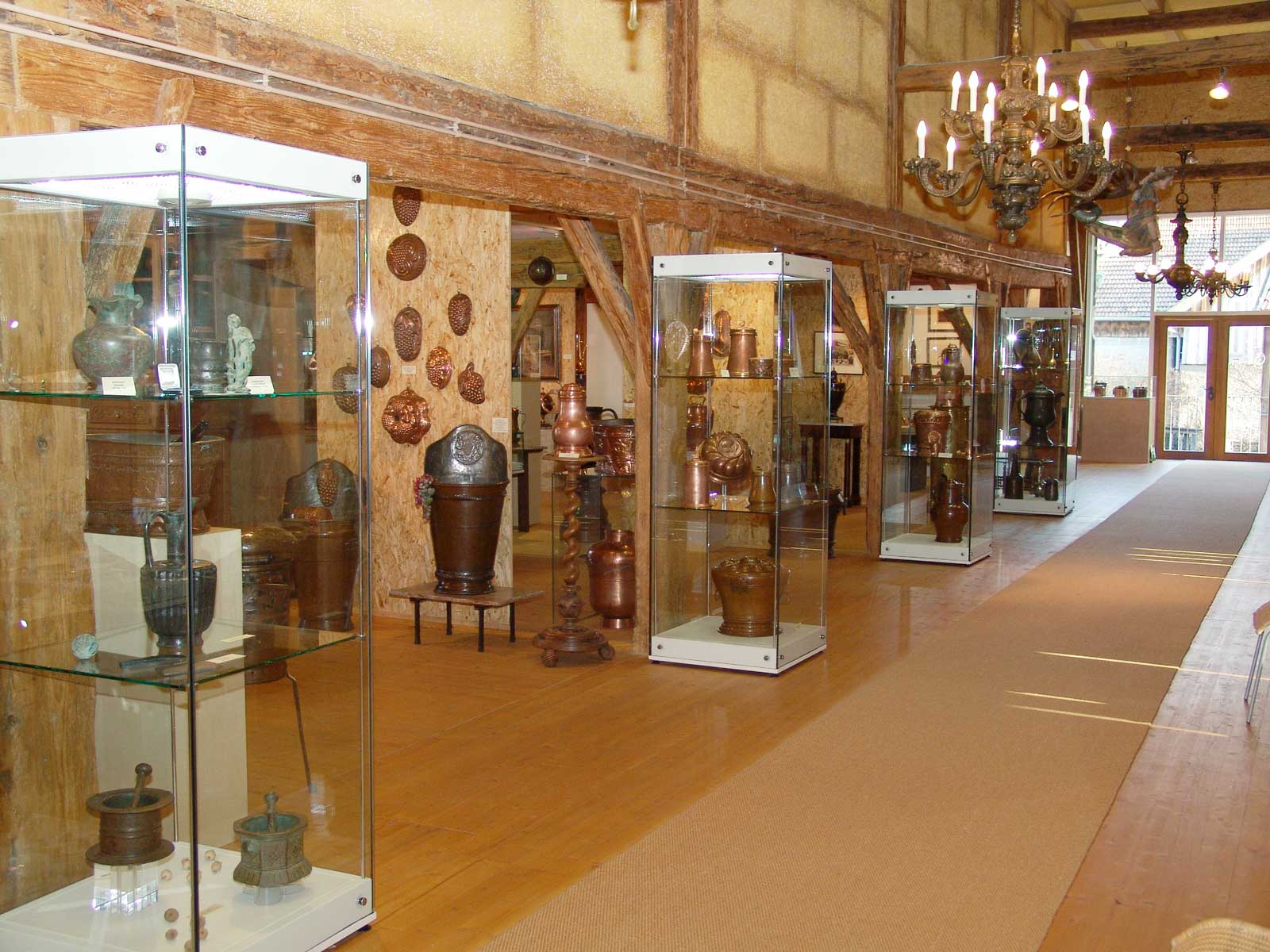
Das Innere des Kupfermuseums

Das Kupfermuseum im Pähler Ortsteil Fischen am Ammersee im oberbayerischen Landkreis Weilheim-Schongau wurde im Herbst 2006 eröffnet und zeigt über 1000 künstlerische Kupferarbeiten. Sie stammen aus der Privatsammlung des Kunsthändlers Siegfried Kuhnke, der sie in über 45 Jahren zusammengetragen hat und jetzt der Stiftung Kupfermuseum Kuhnke zur Verfügung stellt. 
Das Museum befindet sich in einem renovierten denkmalgeschützten Gutshof in Oberbayern zwischen Kloster Andechs und Dießen gelegen und zeigt Kulturgut aus über 6000 Jahren Menschheitsgeschichte – der Zeitraum von der Kupferzeit bis in die Moderne. 
Kupfer war das erste Metall, das zu Schmuck, Gebrauchsgerät und Waffen verarbeitet wurde. Die Kupferschmiedekunst erlebte ihre Blüte von der Gotik bis zum Jugendstil. Seitdem begann die industrielle Fertigung von Kupferhalbzeugen für technische und elektronische Erzeugnisse. Die Sammlung bildet diese Epochen des Kupferhandwerks anschaulich ab.
Bei den wertvollsten, meist feuervergoldeten Stücken der Sammlung handelt es sich um gotisches Sakralgerät, wie man es sonst in kirchlichen Schatzkammern findet. In aufwändiger Handwerkskunst wurden die Stücke meist von Goldschmieden gefertigt. Schwerpunkt bildet das mitteleuropäische Gebrauchsgerät aus dem Besitz von Adel, Klerus und dem reichen Bürgertum. Verarbeitung, Formgebung und Dekoration werden aufgezeigt. Ebenso gewinnt man Einblick in die Verwendung der Gegenstände, insbesondere im Zusammenhang mit der Back-, Koch- und Esskultur der verschiedenen Jahrhunderte. Gezeigt wird auch eine Sammlung von orientalischem Kupfergerät und Spielzeug – wie Puppenküchen und Herde.
Einmalig ist die umfangreiche Sammlung von Koch- und Backgeschirr aus verschiedenen Schlössern des Königshauses Hannover, der K. u. K. Hofküche Wien und anderen Herrscherhäusern. Ausgefallene Kupfermodeln zum Ausformen von Pasteten, Kuchen, Gelées und Süßspeisen zeigen durch ihre Formenvielfalt und Ästhetik die Bedeutung von repräsentativer Tischkultur bei Adel und Klerus. Einen weiteren Schwerpunkt der Sammlung bilden Exponate aus der Zeit des Empire und der Biedermeierzeit.
Zuletzt vervollständigen Designerstücke namhafter Künstler aus der Zeit des Jugendstils und des Art déco bis hin zum Bauhaus den spannenden Streifzug durch die Jahrhunderte. Die Kupferschau wird durch themenbezogene Gemälde, Grafiken und Skulpturen sowie Zunftobjekte ergänzt.
2023 wurde die Ausstellung mit Gegenständen aus anderen Metallen wie Zinn, Messing und Bronze erweitert.

## Exponate

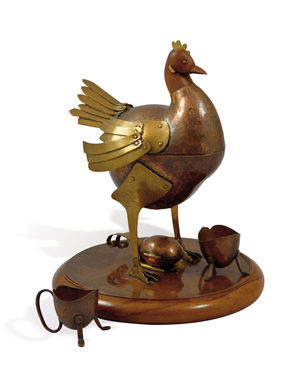
Eiersieder in Form einer aufklappbaren Henne (München, 1896; Entwurf Richard Riemerschmid) mit zwei Eierbechern, aus Kupfer mit Messing gearbeitet.
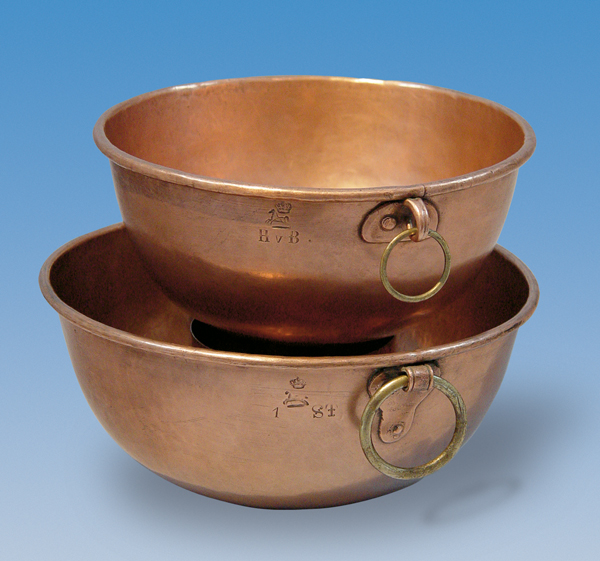
Beispiel von zwei Objekten aus der Hofküche Hannover: Zwei Schneeschlagschüsseln mit Schlagstempel: „Krone und Welfenroß“, Deutschland, 19. Jh., H: 16,5/14 cm; Durchmesser: 33/28,5 cm
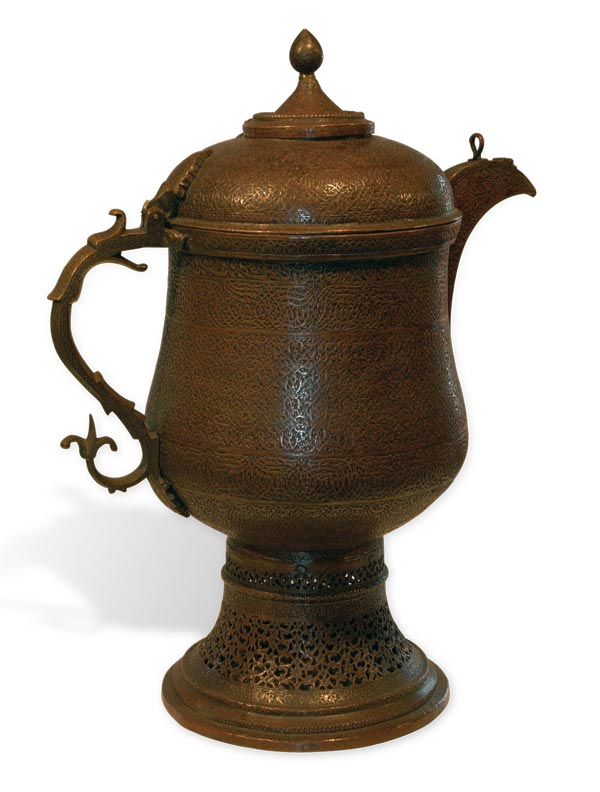
Große Heisswasserkanne, reich verziert mit Ornamenten und orientalischen Schriftzeichen, Vorderer Orient, 19. Jh., H: 60 cm